# أليكس ستيبلينج
أليكس ستيبلينج (بالإنجليزية: Alex Stiebling؛ مواليد 26 ديسمبر 1976) هو مُقاتل فنون قتالية مختلطة أمريكي مُعتزل.

## وصلات خارجية
- أليكس ستيبلينج على موقع يو إف سي (الإنجليزية)
- أليكس ستيبلينج على موقع شيردوغ (الإنجليزية)
- أليكس ستيبلينج على موقع IMDb (الإنجليزية)